# Marie-Louise von Franz
Marie-Louise von Franz (Múnic, Alemanya, 4 de gener de 1915 - Küsnacht, Suïssa, 17 de febrer de 1998) va ser una psicòloga i erudita junguiana suïssa, coneguda per les seves interpretacions psicològiques dels contes de fades i dels manuscrits alquímics. Va treballar i col·laborar amb Carl Jung des de 1933, quan el va conèixer, fins que va morir el 1961.
Marie-Louise Ida Margareta von Franz va néixer a Múnic, Alemanya, filla d'un coronel de l'exèrcit austríac.
Després de la Primera Guerra Mundial, el 1919, la seva família es va traslladar a Suïssa, prop de St. Gallen. A partir de 1928 va viure a Zúric, juntament amb la seva germana gran, perquè totes dues poguessin estudiar en un institut de Zúric especialitzat en llengües i literatura. Tres anys més tard, els seus pares també s'hi van traslladar. :xxxvi

## Trobada amb Carl Gustav Jung
Als 18 anys, l'any 1933, a punt d'acabar el batxillerat, von Franz va conèixer el psiquiatre Carl Gustav Jung. Juntament amb un company de classe i nebot de l'ajudant de Jung, Toni Wolff, ella i set nois amb els quals havia fet amistat van ser convidats per Jung a la seva torre de Bollingen a prop de Zúric. Per a von Franz, aquesta va ser una poderosa i "decisiva trobada en la seva vida", segons va dir a la seva germana més tard el mateix vespre.:135
A la reunió, Jung i els alumnes van parlar de psicologia. Quan Jung va parlar sobre una «dona mentalment malalta, que [en realitat, no simbòlicament] vivia a la lluna»:18 M.L. von Franz va entendre que hi ha dos nivells de realitat. I que el món psicològic, interior, amb els seus somnis i mites, era tan real com el món exterior.

## Estudis, temps magres i tutories particulars
El 1933, a la Universitat de Zúric, von Franz va iniciar estudis de filologia clàssica i de llengües clàssiques (llatí i grec) com a assignatures principals i de literatura i història antiga com a assignatures menors.
Arran de la gran pèrdua econòmica del seu pare a principis dels anys trenta, va haver d'autofinançar-se la matrícula, donant classes particulars com a tutora de llatí i grec a estudiants de secundària i universitaris. En els anys posteriors a acabar els seus estudis, va continuar així per mantenir-se, treballant en textos de contes de fades.:136
A més d'avançar en els seus estudis es va dedicar a aprofundir en la psicologia jungiana. Va assistir a les conferències psicològiques de Jung a l'Escola Politècnica Federal Suïssa de Zúric (ara l'Institut Federal Suís de Tecnologia) i, el 1935 i després, també va assistir als seus seminaris psicològics. El 1934 va començar la formació analítica amb Jung.:xxxvii

## Col·laboració amb C.G. Jung
Per tal de pagar a C.G. Jung per la seva anàlisi de formació, va traduir per a ell obres de textos grecs i llatins. Entre d'altres, va traduir dos manuscrits alquímics importants: Aurora Consurgens, que s'ha atribuït a Tomàs d'Aquino, i Musaeum Hermeticum. Com que molts dels seus passatges eren d'origen islàmic i persa, von Franz va prendre l'àrab com a assignatura d'estudi a la universitat.:135
Aquest va ser l'inici d'una llarga col·laboració amb C.G. Jung, que va continuar fins a la seva mort el 1961. La seva col·laboració va ser especialment estreta en el camp de l'alquímia. No només va traduir obres, també va comentar l'origen i el significat psicològic d'Aurora Consurgens. Va oferir suport a la teoria que el text cristià-alquímic podria haver estat dictat pel mateix Tomàs d'Aquino.
L'experiència que Jung va anomenar «psique objectiva» o «inconscient col·lectiu» va marcar la seva vida i el seu treball, així com la seva manera de viure. Va treballar per entendre la realitat d'aquesta psique autònoma que actua independentment de la consciència.

## Carrera
Von Franz va treballar amb Carl Jung, a qui havia conegut el 1933 i amb qui va col·laborar fins a la seva mort el 1961.  Des de 1942 Marie-Louise von Franz va exercir com a analista, principalment a Küsnacht, Suïssa. El 1987 va afirmar haver interpretat més de 65.000 somnis.
Va escriure més de 20 llibres sobre psicologia analítica, sobretot sobre contes de fades, ja que es relacionen amb la psicologia arquetípica i la psicologia profunda. Va ampliar els temes i els personatges d'aquests contes i es va centrar en qüestions com el problema del mal, l'actitud canviant cap a l'arquetip femení.
Un altre camp d'interès i escriptura va ser l'alquímia, que von Franz va discutir des de la perspectiva psicològica jungiana. Va editar, traduir i comentar Aurora Consurgens, atribuïda a Tomàs d'Aquino, sobre el problema dels contraris en l'alquímia. Durant els últims anys de vida, va comentar el manuscrit alquímic àrab de Muḥammad Ibn Umail Hal ar-Rumuz (Resolució dels símbols). Per als alquimistes, la imaginatio vera era una aproximació important a la matèria. S'assembla en molts aspectes a la imaginació activa descoberta per C.G. Jung. Marie-Louise von Franz va donar una conferència el 1969 sobre la imaginació activa i l'alquímia i també va escriure sobre això a L'home i els seus símbols. La imaginació activa es pot descriure com un somni conscient. A L'home i els seus símbols va escriure:
| « | La imaginació activa és una determinada manera de meditar imaginativament, mitjançant la qual es pot entrar deliberadament en contacte amb l'inconscient i establir una connexió conscient amb els fenòmens psíquics. | » |

Un tercer camp d'interès i investigació va ser la sincronicitat, la psique i la matèria i els números. Sembla que va ser desencadenat per Jung, la investigació del qual l'havia portat a la hipòtesi sobre la unitat dels mons psíquic i material: que són un i el mateix, només manifestacions diferents. També creia que aquest concepte de l'unus mundus es podia investigar mitjançant la recerca d'arquetips. A causa de la seva avançada edat, va lliurar el problema a von Franz. Dos dels seus llibres, Number and Time i Psyche and Matter, tracten d'aquesta investigació.
El 1968, von Franz va ser el primer a argumentar que l'estructura matemàtica de l'ADN és anàloga a la de lI Ching. Va citar lI Ching en un assaig, «Símbols de l'unus Mundus», publicat al seu llibre Psyche and Matter.
Una altra preocupació bàsica al llarg de moltes de les seves obres va ser com l'inconscient col·lectiu compensa l'unilateralitat del cristianisme i la seva imatge de déu dominant, mitjançant contes de fades i alquímia. En una anàlisi de les visions de santa Perpètua, màrtir, escriu que aquestes visions ens permeten aprofundir en la situació espiritual inconscient de l'època. Mostren el profund conflicte d'aquella època, la transició del paganisme al cristianisme. «Els màrtirs apareixen en molts aspectes com les víctimes tràgiques i inconscients de la transformació que llavors s'estava realitzant en el fons de l'estrat col·lectiu de l'ànima humana: la transformació de la imatge de Déu»:9,35,75 Un altre motiu compensatori és el simbolisme del vas del sant grial a la llegenda del Grial. En aquest llibre parla del simbolisme psicològic de les llegendes documentades del Sant Grial. Va evolucionar a partir de la finalització de la investigació inacabada d'Emma Jung, que se li havia demanat a Marie-Louise von Franz que assumís i publiques després de la mort d'Emma Jung.
En les visions del suís Sant Nikolaus von Flüe va tractar els aspectes de la foscor i el mal, així com el costat còsmic com a part d'una imatge més holística de Déu. Von Franz diu que les visions revelen tendències bàsiques de l'inconscient col·lectiu que semblen esforçar-se per desenvolupar encara més el simbolisme cristià i per això donen punts d'orientació, mostrant on la psique inconscient vol deixar-nos notar i entendre el problema dels contraris i per això portar-nos a més proximitat i por de Déu.

### Pel·lícules
A més dels seus nombrosos llibres, von Franz va fer una sèrie de pel·lícules el 1987 titulada The Way of the Dream, juntament amb el seu alumne, Fraser Boa. A The Wisdom of the Dream, una sèrie de televisió del canal 4, Londres 1989, von Franz va ser entrevistada.

### Conferències i institucions
Entre 1941 i 1944 von Franz va ser membre associada del Club Psicològic de Zúric. Allà va donar una primera conferència sobre les visions de Perpètua el 7 de juny de 1941, que més tard es va ampliar i es va publicar com el seu primer llibre The Visions of Perpetua. En els anys següents, va pronunciar moltes conferències al Club Psicològic de Zúric, que van constituir la base de molts dels seus llibres.
Entre 1942 i 1952 va treballar com a bibliotecària. El 1948 va ser cofundadora de l'Institut C.G. Jung de Zuric. El 1974, von Franz juntament amb alguns dels seus alumnes (René Malamud, Willi Obrist, Alfred Ribi i Paul Walder) van fundar la Stiftung für Jung'sche Psychologie (Fundació per a la psicologia junguiana). L'objectiu d'aquesta fundació és donar suport a la investigació i la promulgació de troballes en el camp de la psicologia profunda junguiana. També publica la revista Junguiana.

## Interpretació dels contes de fades
El 1935 Hedwig von Beit va demanar a Marie-Louise von Franz que l'ajudés a temps parcial a escriure un llibre sobre contes de fades. Von Franz es va embarcar en un llarg treball d'investigació i interpretació de nou anys. Els contes de fades van ser cada cop més importants per a ella pel que fa a qüestions psicològiques. L'obra es publicà en el llibre Symbolik des Märchens (Simbolisme dels contes de fades). No obstant això, aquesta obra (en tres volums) només es va publicar amb el nom de Hedwig von Beit i el nom de von Franz no hi va constar. Tot i així, Alfred Ribi diu que von Franz podria ser considerada la primera a descobrir i demostrar la saviesa psicològica dels contes de fades. En les seves conferències i llibres posteriors, connecta la interpretació dels contes de fades amb la vida quotidiana.:20
La interpretació de Von Franz dels contes de fades es basa en la visió de Jung d'aquestes narracions com un producte espontani i ingenu de l'ànima, que només pot expressar el que és l'ànima. Això vol dir que mira els contes de fades com a imatges de diferents fases de l'experiència de la realitat de l'ànima. Són «l'expressió més pura i senzilla dels processos psíquics inconscients col·lectius» i «representen els arquetips en la seva forma més simple, nua i concisa» perquè estan menys recoberts de material conscient que els mites i les llegendes. «En aquesta forma pura, les imatges arquetípiques ens ofereixen les millors pistes per a la comprensió dels processos que tenen lloc a la psique col·lectiva». «El conte de fades en si és la seva millor explicació; és a dir, el seu significat està contingut en la totalitat dels seus motius connectats pel fil de la història.[…] Cada conte de fades és un sistema relativament tancat que combina un significat psicològic essencial. que s'expressa en una sèrie d'imatges i esdeveniments simbòlics i s'hi descobreix».
| « | He arribat a la conclusió que tots els contes de fades s'esforcen per descriure un mateix fet psíquic, però un fet tan complex, de tan gran abast, i tan difícil de copsar en tots els seus diferents aspectes que són necessaris centenars de contes i milers de repeticions amb una petita variació musical per tal que aquest fet desconegut es lliuri a la consciència; i fins i tot llavors el tema no s'esgota. Aquest fet desconegut és el que Jung anomena el Jo, que és la realitat psíquica de l'inconscient col·lectiu.[…] Cada arquetip és en la seva essència només un aspecte de l'inconscient col·lectiu, així com sempre representa tot l'inconscient col·lectiu.:1–2 (capítol 1) | » |

L'heroi i l'heroïna dels contes de fades –amb els quals s'identifica l'auditor– es prenen com a figures arquetípiques (no com a ego humà comú) que representen el fonament arquetípic del complex ego d'un individu o d'un grup. «L'heroi retorna al funcionament normal i saludable, una situació en què tots els egos d'aquesta tribu o nació s'estan desviant del seu patró instintiu de totalitat bàsica». L'heroi i l'heroïna formen «un model d'ego […] demostrant un ego que funciona correctament, […] d'acord amb els requisits del Jo».:21–45 (capítol 4)
G. Isler explica a més: «La figura de l'heroi, així com tota la història, compensen el que inicialment era una actitud de consciència insuficient o incorrecta. La situació inicial de necessitat, misèria i mancances es resol al final tenint una estructura més completa que l'inic»i. Això correspon a una renovació de la consciència dominant (expressada, per exemple, en el jove rei), orientada cap a la totalitat psíquica d'una manera més adequada a les demandes del Jo que abans. «Els contes de fades compensen la consciència individual, però també una actitud insuficient de consciència col·lectiva, que en la cultura europea ha estat encunyada principalment pel cristianisme». A diferència de les maneres personalistes-subjectives d'interpretació, el destí de l'heroi no s'entén com a neurosi individual, sinó com a dificultats i perills, imposant-se a l'home per naturalesa.

## Vida personal
Jung va animar von Franz a viure amb la també analista junguiana Barbara Hannah, que era 23 anys més gran que ella. Quan Hannah va preguntar a Jung per què estava tan interessat a reunir-les, Jung va respondre que volia que von Franz «vegés que no totes les dones són tan brutes com la seva mare». Jung també va afirmar que l«a veritable raó per la qual hauríeu de viure juntes és que el vostre principal interès serà l'anàlisi i els analistes no haurien de viure sols». Les dues dones es van fer amigues per a tota la vida.

### Correspondència amb Wolfgang Pauli
Von Franz va tenir un llarg intercanvi de cartes amb Wolfgang Pauli, guanyador d'un premi Nobel de física. A la mort de Pauli, la seva vídua, Franca, va destruir deliberadament totes les cartes que von Franz havia enviat al seu marit i que ell havia guardat tancades dins del seu escriptori. Però les cartes enviades per Pauli a von Franz es van guardar totes i més tard es van posar a disposició dels investigadors (i també es van publicar).:148

### Torre de Bollingen
Von Franz estava apassionadament interessada per la natura i la jardineria. Per trobar el seu amor per la natura, va adquirir un tros de terra als límits d'un gran bosc sobre Bollingen. Allà, l'any 1958, va construir una torre quadrada seguint l'exemple de C.G. Jung. La torre havia de ser una ermita, sense electricitat ni cisterna. Solia agafar la seva llenya per escalfar-se i cuinar dels boscos dels voltants. A més de la casa, hi havia un estany de pantà, ple de gripaus i granotes, que li encantaven. Aquesta torre li va permetre "escapar de la civilització moderna i tots els seus destorbs de tant en tant i trobar un refugi a la natura", com va informar la seva germana. En aquell lloc, es va sentir "en sintonia amb l'esperit de la natura" i va escriure una bona part dels seus llibres que havia planejat al principi de la seva vida i que havia anat realitzant un rere l'altre, al llarg de les dècades.:137

## Darrers anys
Entre els anys 1950 i 1970, von Franz va viatjar molt, no només per vacances sinó també per dictar conferències. Va visitar països europeus com Àustria, Anglaterra, Alemanya, Grècia, Itàlia i Escòcia, així com Amèrica, Egipte i alguns països asiàtics.
Després de 1986, va passar a una vida més introvertida a casa seva, a Küsnacht, Suïssa. Diverses vegades a l'any es retirava a la seva torre de Bollingen, que alguns anys era de fins a cinc mesos. Es va concentrar principalment en el seu treball creatiu, especialment en l'alquímia, i va continuar trobant-se amb amics i pacients d'arreu del món.:xxxvff.

## Malaltia i mort
Durant els seus últims anys, von Franz va tenir la malaltia de Parkinson. Sembla que només va prendre un mínim de medicaments, de manera que es va veure cada cop més afectada físicament per la malaltia fins a la mort, però podia mantenir la ment i la consciència clares.
Von Franz va morir a Küsnacht, Suïssa, el 17 de febrer de 1998. Tenia 83 anys.

## Obres seleccionades
La majoria d'aquests títols es van publicar inicialment en alemany. Alguns altres es van publicar originalment en anglès:
- 1943, Die ästhetischen Anschauungen der Iliasscholien (im Codex Venetus und Townleianus). Abhandlung zur Erlangung der Doktorwürde der Philosophischen Fakultät I der Universität Zürich  [Les vistes estètiques de la Ilíada scholia (al Codex Venetus i Townleianus). Tractat per a l'obtenció del doctorat per la Facultat de Filosofia I de la Universitat de Zúric].
- 1951, Die Passio Perpetuae. Versuch einer psychologischen Deutung [La Passió de Perpètua. Intent d'interpretació psicològica].
- 1952, Hedwig von Beit u. Marie-Louise von Franz: Symbolik des Märchens Bd. I. Versuch einer Deutung [Simbolisme del conte de fades, Vol I. Intent d'interpretació].
- 1957, Aurora Consurgens. Ein dem Thomas von Aquin zugeschriebenes Dokument der alchemistischen Gegensatzproblematik  [Aurora Consurgens. Un document sobre el problema alquímic dels contraris atribuït a Tomàs d'Aquino].
- 1957, Symbolik des Märchens. Gegensatz und Erneuerung im Märchens [Simbolisme del conte de fades. Contrast i renovació en els contes de fades].
- 1959, Die Visionen des Niklaus von Flüe [Les visions de Niklaus von Flüe].
- 1960, Die Graalslegend in psychologischer Sicht [The Graals Legend des d'una perspectiva psicològica].
- 1968, C. G. Jung, Marie-Louise von Franz, Joseph L. Henderson und Jolande Jacobi: Der Mensch und seine Symbole  [L'home i els seus símbols].
- 1970, Zahl und Zeit. Psychologische Überlegungen zu einer Annäherung von Tiefenpsychologie und Physik [Nombre i temps. Consideracions psicològiques sobre una convergència de la psicologia profunda i la física].
- 1972, C. G. Jung. Sein Mythos in Unserer Zeit [C.G. El seu mite en el nostre temps].
- 1977, The Feminine in Fairy Tales [El femení als contes de fades].
- 1978, Spiegelungen der Seele. Projektion und innere Sammlung in der Psychologie von C. G. Jung [Reflexions de l'ànima. Projecció i recollida interior en la psicologia de C. G. Jung].
- 1980, The Psychological Interpretation of the Golden Ass of Apuleius [La redempció del femení en els homes. L'ase d'or d'Apuleyo des d'una perspectiva psicològica profunda].
- 1980, Licht aus dem Dunkel: Die Malerei von Peter Birkhäuser [Llum de la foscor: la pintura de Peter Birkhäuser].
- 1984, Traum und Tod. Was uns die Träume Sterbender sagen [Somni i mort. El que ens diuen els somnis de la gent moribunda].
- 1985, Shadow and Evil in Fairytales [L'ombra i el mal en els contes de fades].
- 1985, Individuation in Fairytales [La recerca del jo. Individuació en contes de fades].
- 1985, Träume (Gesammelte Aufsätze Bd. 1) [Somnis (Assaigs recollits Vol. 1)].
- 1986, The Psychological Meaning of Redemption Motifs in Fairytales [Motius de redempció en contes de fades].
- 1986, An Introduction to the Interpretation of fairytales 1970/71 [Interpretació psicològica dels contes de fades. Una introducció].
- 1987, Der ewige Jüngling. Der Puer Aeternus und der kreative Genius im Erwachsenen [L'eterna joventut. El Puer Aeternus i el geni creador en adults].
- 1987, On Divination and Synchronicity. The Psychology of Meaningful Chance [Coneixement des de les profunditats. Sobre oracles i sincronicitat].
- 1988, Psyche und Materie. Ausgewählte Schriften [Psique i matèria. Escrits seleccionats].
- 1990, Psychotherapie. Erfahrungen aus der Praxis [Psicoteràpia. Experiència pràctica].
- 1990, Schöpfungsmythen. Bilder der schöpferischen Kräfte im Menschen [Mites de la creació. Imatges dels poders creatius dels humans].
- 1994, Archetypische Dimensionen der Seele [Dimensions arquetípicas de l'ànima].

- 2001, Fenster zur Ewigkeit. Die Malerei von Peter Birkhäuser [Finestra a l'eternitat. La pintura de Peter Birkhäuser].
- 2006, Kitāb Ḥall ar-Rumūz by Muhammad Ibn Umail. Psychological Commentary by Marie-Louise von Franz [Kitāb Ḥall ar-Rumūz de Muhammad Ibn Umail. Comentari psicològic de Marie-Louise von Franz].
- 2008, The Cat. A Tale of Feminine Redemption [El gat. Un conte de fades sobre la redempció del femení].
- 2008, Alchemie. Eine Einführung in ihre Symbolik [Alquímia. Una introducció al seu simbolisme].
- 2009, Alchemical Active Imagination [Imaginació activa i alquímia].

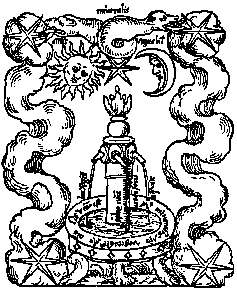
Fons Mercurialis, Font Mercurial o Font de la Vida, placa inclosa al Rosarium Philosophorum, 1550. Logotip de Stiftung für Jung'sche Psychologie, Fundació de Psicologia Jungiana, Küsnacht, Suïssa.

The Fountain of the Love of Wisdom: An Homage to Marie-Louise von Franz és una recopilació d'elogis, assajos, impressions personals, ressenyes de llibres i més de desenes de persones que van ser influenciades per von Franz.

## Les Obres Completes de Marie-Louise von Franz
El 4 de gener de 2021, en el 106è aniversari del naixement de l'autora, Chiron Publications va començar a publicar una nova traducció en anglès dels 28 volums que conformen les seves Obres Completes, estimant un període de 10 anys per a la seva finalització:
- Marie-Louise von Franz; 28 volums en rústica i tapa dura, traducció Roy Freeman i Anthony Woolfson. Steven Buser i Leonard Cruz. Collected Works of Marie-Louise von Franz.  Stiftung für Jung'sche Psychologie & Chiron Publications.[23]